# Lillsjön (Gunnilbo socken, Västmanland, 662778-150289)
Lillsjön är en sjö i Skinnskattebergs kommun i Västmanland och ingår i Norrströms huvudavrinningsområde. Sjön har en area på 0,166 kvadratkilometer och ligger 68 meter över havet. Sjön avvattnas av vattendraget Gisslarboån.

## Delavrinningsområde
Lillsjön ingår i det delavrinningsområde (662711-150369) som SMHI kallar för Inloppet i Långsvan. Medelhöjden är 96 meter över havet och ytan är 4,35 kvadratkilometer. Räknas de 15 avrinningsområdena uppströms in blir den ackumulerade arean 206,56 kvadratkilometer. Gisslarboån som avvattnar avrinningsområdet har biflödesordning 4, vilket innebär att vattnet flödar genom totalt 4 vattendrag innan det når havet efter 186 kilometer. Avrinningsområdet består mestadels av skog (64 procent) och öppen mark (13 procent). Avrinningsområdet har 0,17 kvadratkilometer vattenytor vilket ger det en sjöprocent på 3,8 procent.